# جاك كيرسي
جاك كيرسي (بالإنجليزية: Jack Kiersey)‏ هو لاعب كرة قدم بريطاني في مركز الوسط، ولد في 26 سبتمبر 1998 في مانشستر في المملكة المتحدة. لعب مع نادي إيفرتون.